# Thierry Tassin
Thierry Tassin (ur. 11 stycznia 1959 roku w Brukseli) – belgijski kierowca wyścigowy.

## Kariera
Tassin rozpoczął karierę w międzynarodowych wyścigach samochodowych w 1980 roku od startów w Europejskiej Formule 3 oraz Brytyjskiej Formule 3, gdzie sześciokrotnie stawał na podium, a dwukrotnie na jego najwyższym stopniu. Z dorobkiem odpowiednio trzech i 59 punktów uplasował się odpowiednio na szesnastej i czwartej pozycji w klasyfikacji generalnej. W późniejszych latach pojawiał się także w stawce World Championship for Drivers and Makes, Grand Prix Monako, Europejskiej Formuły 2, Formuły 3000, World Touring Car Championship, Campionnat du Belgique, Renault 5 Turbo Cup France, European Touring Car Championship, Belgian Procar Touring Car Championship, FIA Touring Car Challenge, Telekom D1 ONS ADAC Tourenwagen Cup, Belgian Touring Car Championship, Belgian Procar oraz FIA GT Championship.
W Europejskiej Formule 2 Belg startował w latach 1982-1984. W pierwszym sezonie startów dorobek jednego punktu dał mu siedemnaste miejsce w klasyfikacji generalnej. Rok później Tassin uzbierał jedenaście punktów, które dały mu ósmą pozycję w końcowej klasyfikacji kierowców. W 1984 roku stanął już raz na podium. Z dorobkiem osiemnastu punktów ukończył sezon na szóstym miejscu.
W Formule 3000 Belg startował w latach 1985-1987. Jedynie w pierwszym sezonie startów zdobywał punkty. Dorobek jednego punktu dał mu szesnastą pozycję w końcowej klasyfikacji generalnej.